# Ahmasaari (ö i Lappland, Norra Lappland, lat 68,90, long 27,44)
Ahmasaari eller Makia Petäjäsaari, nordsamiska: Njälgispecsuálui, är en ö i Finland. Den ligger i sjön Enare träsk och i kommunen Enare i den ekonomiska regionen Norra Lappland och landskapet Lappland, i den norra delen av landet, 1 000 km norr om huvudstaden Helsingfors. Öns area är 43,2 hektar och dess största längd är 1,1 kilometer i sydväst-nordöstlig riktning.